# 大木統光
大木 統光（おおき むねみつ）は、戦国時代から安土桃山時代にかけての武将。蒲池氏の家臣。大友義統から偏諱を受け統光を名乗る。
大木氏は、筑後宇都宮氏の蒲池久憲（宇都宮久憲）の弟宇都宮資綱の子の大木政長に始まる。統光は政長の子孫で蒲池鎮漣の母・貞口院（乙鶴姫）は田尻鑑種の姉だったが、統光の母は鑑種の妹であり、統光は鎮漣とは従兄弟になる。
主君鎮漣が和睦したばかりの龍造寺隆信の執拗な誘いを断りきれず、天正9年（1581年）に肥前国へ出立したことを知ると、鎮漣の後を追いかけ、危険を理由に肥前行きの取り止めを進言するが聞き入れなかった。後に肥前で蒲池鎮漣が謀殺されたことを知った統光は、佐賀の鍋島直茂の元へ行き、鎮漣の後を追い切腹しようとしたが止められ、浪人となる。
後に鍋島家に召し抱えられ、その子孫は佐賀藩の大物頭となり、明治の政治家で華族（伯爵）の大木喬任も子孫の一人である。